# الصوامعة شرق
قرية الصوامعة شرق هي إحدى القرى التابعة لمركز أخميم بمحافظة سوهاج في جمهورية مصر العربية. حسب إحصاءات سنة 2006، بلغ إجمالي السكان في الصوامعة شرق 23514 نسمة، منهم 11997 رجل و11517 امرأة.